# Ковальов Андрій Васильович
Андрій Васильович Ковальов (біл. Андрэй Васільевіч Кавалёў; нар. 7 листопада 1961, Вітебськ) – білоруський шахіст і шаховий тренер (Старший тренер ФІДЕ від 2011 року), гросмейстер від 1992 року.

## Шахова кар'єра
Під час своєї кар'єри брав участь у фіналах командного чемпіонату СРСР, а також у півфіналах особистого чемпіонату СРСР. Неодноразово брав участь у чемпіонатах Білоруської РСР і Білорусі, ставши чемпіоном 2000 року. Починаючи з 1992 року належить до основних гравців збірної країни. Взяв участь у чотирьох шахових олімпіадах (1994, 2000, 2002, 2004) і в чотирьох командних чемпіонатах Європи (1992, 1999, 2001, 2003).
Досягнув низки успіхів у міжнародних турнірах, перемігши або поділивши 1-ші місця, зокрема, в таких містах, як:
- Росток – двічі (1987, разом з Рустемом Даутовим і 1989, одноосібно),
- Кельн (1990/91),
- Мюнхен (1991/92, разом з Борисом Альтерманом і Ральфом Лау),
- Альтенштайг (1992, разом з Петром Габою і Сергієм Кишньовим),
- Рови (1999, турнір Jantar Bałtyku)[2],
- Римаржов (1999, разом з Леонідом Тоцьким),
- Татжанська Ломниця (1999, разом із зокрема, Мікулашем Маником),
- Алушта – чотири рази (2000 і 2004, одноосібно, 2004, разом з Расулом Ібрагімовим і 2007, разом з Адамом Турхаєвим),
- Рожнов-під-Радгощем (2002, разом з В'ячеславом Дидишком),
- Новий Биджов (2002),
- Рови (2003, турнір Jantar Bałtyku, разом з Юрієм Зезюлькіним),
- Карвіна – двічі (2003, 2006),
- Серпухов (2004 – двічі),
- Пардубице (2005),
- Августів (2008),
- Дрезден (2009, разом з Торніке Санікідзе).

Найвищий рейтинг Ело в кар'єрі мав станом на 1 липня 1992 року, досягнувши 2580 очок (цей результат повторив ще раз 1 січня 2002 року) ділив тоді 66-70-те місце в світовому рейтинг-листі ФІДЕ (займаючи одночасно 2-ге місце – позаду Бориса Гельфанда серед білоруських шахістів).

## Зміни рейтингу
| На цьому місці має відображатися графік чи діаграма, однак з технічних причин його відображення наразі вимкнено. Будь ласка, не видаляйте код, який викликає це повідомлення. Розробники вже працюють для того, щоби відновити штатне функціонування цього графіка або діаграми. | |
| | На цьому місці має відображатися графік чи діаграма, однак з технічних причин його відображення наразі вимкнено. Будь ласка, не видаляйте код, який викликає це повідомлення. Розробники вже працюють для того, щоби відновити штатне функціонування цього графіка або діаграми. |